# Maclaughlin River
Der Maclaughlin River ist ein Fluss im Südosten des australischen Bundesstaates New South Wales.

## Verlauf
Er entspringt unterhalb der Siedlung Steeple Flat nordwestlich des South-East-Forest-Nationalparks an den Westhängen des Brown Mountain. Von seiner Quelle fließt er zunächst in westlicher Richtung durch die Gemeinden Maclaughlin, Boco Rock, Boco und Teapot Hill. Dann setzt er seinen Lauf nach Süden durch die hügelige Merriangaah Nature Reserve, einen bundesstaatlichen Naturpark, fort und mündet schließlich in den Snowy River.